# Baranjske vode
Baranjske vode, naslov izložbe slika akademskog slikara Tome Hrgote, priređene u osječkom Hotelu Royal u ljeto 2005. godine. Tematski slike s te izložbe vezane su za Baranju, s kojom je povezan i njihov autor jer radi kao nastavnik likovnog odboja u osnovnoj školi u Bilju.
Izvor:
- Gorana Korać: "Slikanje ga smiruje i inspirira", Osječki dom, VI, 727, 13 - Osijek, 2-3. VIII. 2005.